# Bulbophyllum aestivale
Bulbophyllum aestivale là một loài phong lan thuộc chi Bulbophyllum.